# Jake Heggie
Jake Heggie, né le 31 mars 1961 à West Palm Beach, en Floride, est un compositeur et un pianiste américain.

## Biographie
Dès son adolescence, de 1977 à 1979, il prend des cours privés de composition auprès du compositeur, pianiste et chef d'orchestre Ernst Bacon. Il se rend ensuite à Paris, où il fréquente pendant deux ans le American College. Il poursuit ses études à l'Université de Californie à Los Angeles, notamment dans les classes de David Raksin et de Johana Harris, veuve du compositeur Roy Harris. Il obtient son baccalauréat ès Arts en 1984. Après une pause de deux ans, il termine sa scolarité de 1986 à 1988. Il amorce pendant cette dernière période une carrière de pianiste, mais y met un terme en 1989 quand, après avoir ressenti des névralgies aux mains et des troubles moteurs, il reçoit le diagnostic d'une dystonie en foyer. Il pourra ultérieurement reprendre une activité modeste de pianiste.
Pour l'heure, il accepte un emploi aux relations publiques du San Francisco Opera. Grâce à ce poste, il multiplie les amitiés avec les administrateurs, chanteurs, artistes et chefs d'orchestre qui lui permettront bientôt de faire jouer ses compositions.  Ainsi, la mezzo-soprano Frederica von Stade l'encourage à participer au Schirmer American Art Son Competition, qu'il remporte en 1995 avec If you were coming in the fall..., une pièce vocale sur un texte de la poétesse Emily Dickinson. 
Lofti Mansouri, directeur général lui commande peu après un opéra et fait de lui, en 1997, le compositeur en résidence de l'institution pour deux ans, ce qui permet à Jake Heggie d'écrire Dead Man Walking (2000), sur un livret de Terrence McNally, d'après un récit de la religieuse Helen Prejean. L'œuvre obtient un succès mondial et Heggie en tire une suite pour orchestre en 2002. Suivent ensuite plusieurs œuvres majeures, notamment les opéras The End of the Affair (2004) et Moby-Dick (2010).
En 2008, il épouse le chanteur et acteur Curt Branom. Le couple vit à San Francisco.

## Œuvres
Jake Heggie a composé des opéras : 
- Dead Man Walking (2000), basé sur le récit homonyme de Helen Prejean, créé à San Francisco avec Susan Graham et Frederica von Stade
- The End of the Affair (2004), d'après le roman éponyme de Graham Greene
- At The Statue of Venus (2005)
- To Hell and Back (2006)
- Three Decembers (2008)
- Moby-Dick (2010)
- Great Scott!  (2015)

Il a également composé plus de 200 chants interprétés dans le monde entier par des chanteurs comme Renée Fleming, Susan Graham, Frederica von Stade, Joyce DiDonato, Jennifer Larmore, Bryn Terfel ; il accompagne souvent les récitals de ces artistes.
Heggie a composé un concerto pour violoncelle, des cycles de chants The Deepest Desire sur des poèmes de Helen Prejean, The Starry Night (poèmes d'Anne Sexton, Vincent van Gogh et Emily Dickinson), Statuesque (poèmes de Gene Scheer), Rise and Fall (poèmes de Gene Scheer), Here and Gone (poèmes de Vachel Lindsay et A. E. Housman), et Winter Roses (poèmes de Raymond Carver, Charlene Baldridge, Frederica von Stade et Emily Dickinson).